# Dortmunder Hütte
Die Dortmunder Hütte ist eine Schutzhütte der Sektion Dortmund des Deutschen Alpenvereins. Sie liegt in 1948 m ü. A. Höhe am Ortsrand von Kühtai in den Stubaier Alpen.

## Geschichte
Die Dortmunder Hütte wurde nach Plänen des Architekten Peter Grund erbaut und im August 1932 eröffnet.

Grün- und Gelbsee mit Ruine der ersten Dortmunder Hütte

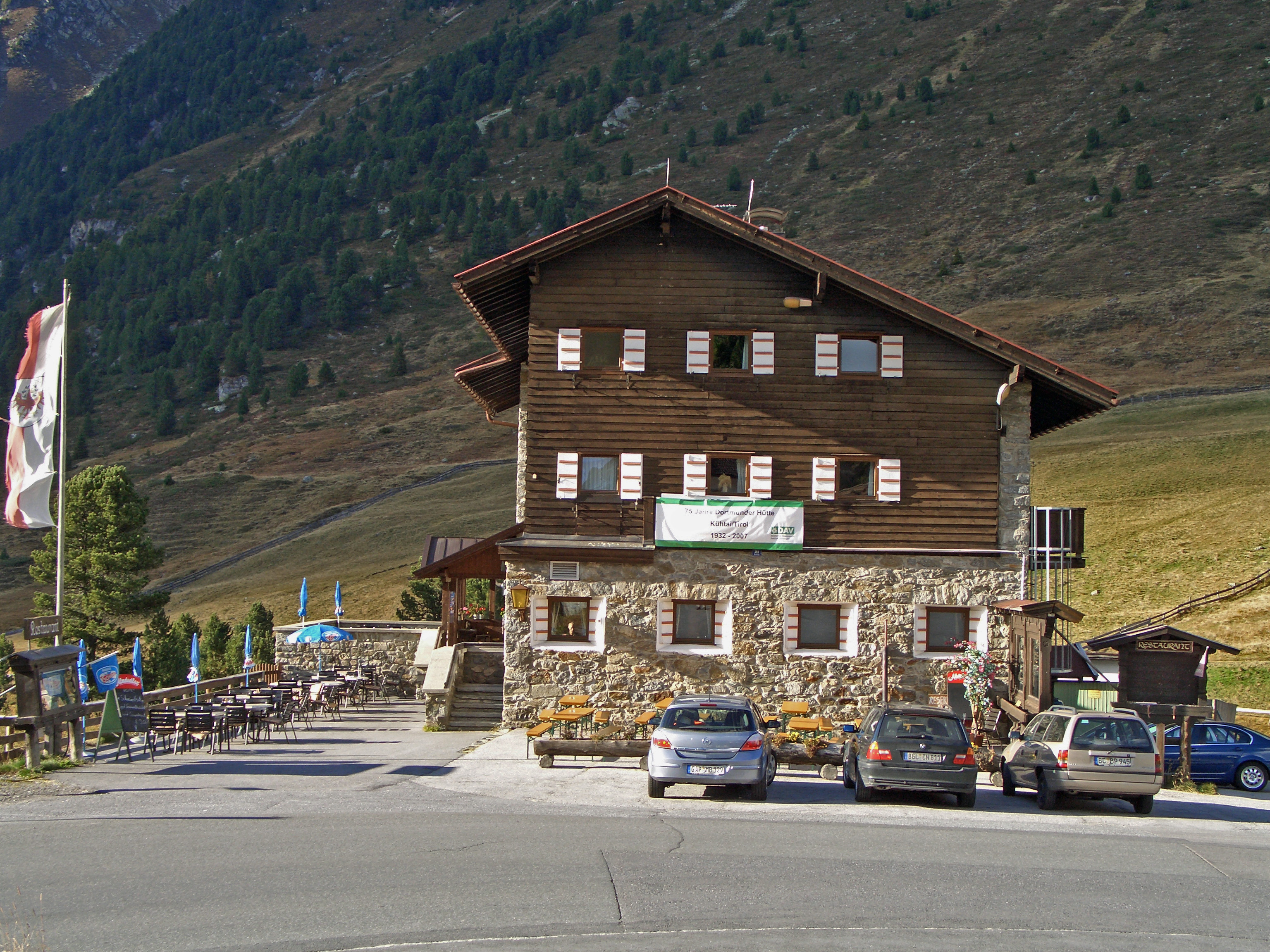
Dortmunder Hütte vor Modernisierung von Süden

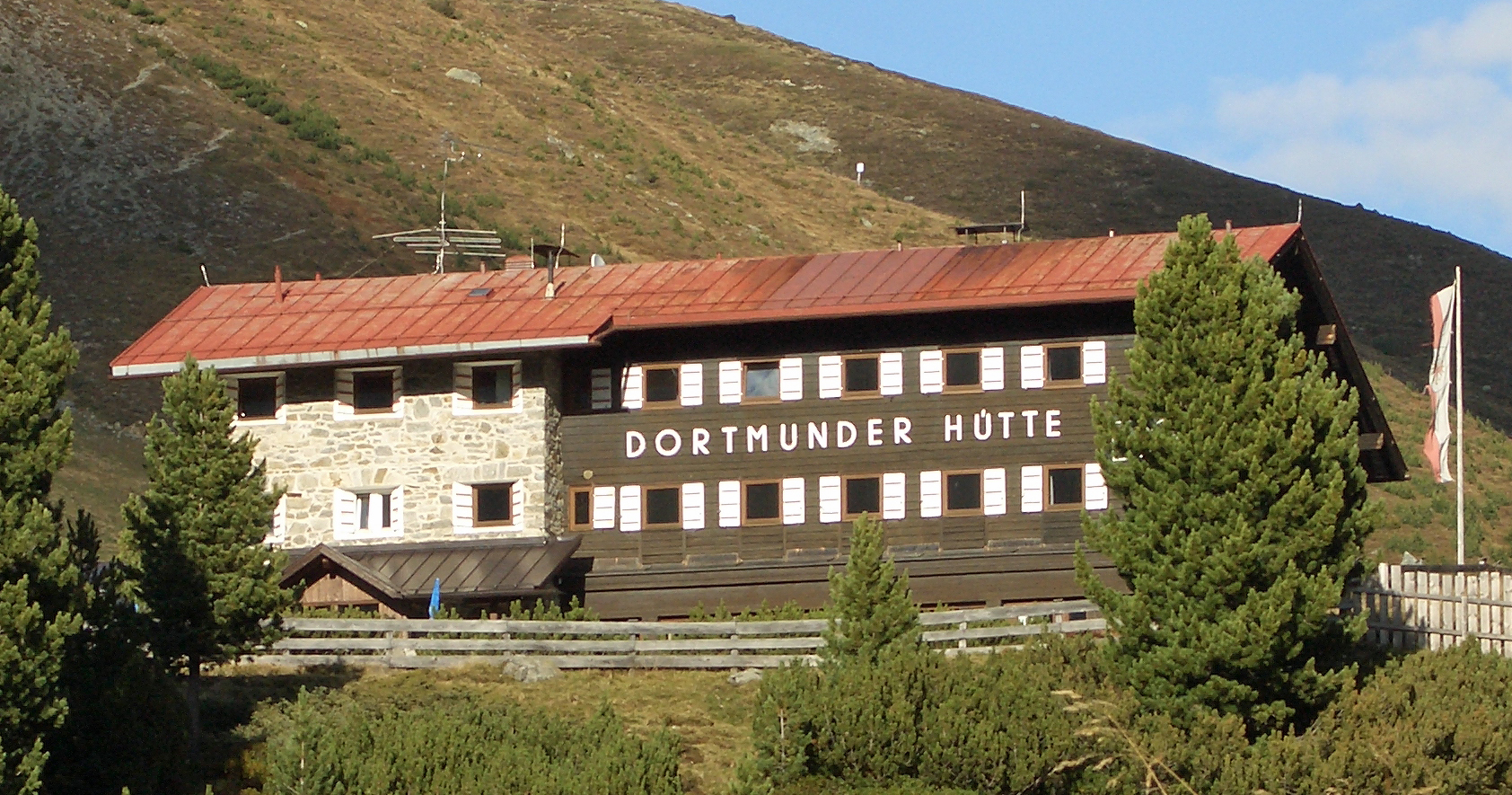
Dortmunder Hütte vor Modernisierung von Westen

Die Sektion Dortmund des DuOeAV hatte bereits zwei Jahrzehnte zuvor im hinteren Martelltal am Grünsee einen Hüttenbau geplant und begonnen (Lage), dessen erfolgreiche Realisierung aber durch den Ersten Weltkrieg und der folgenden Abtretung Südtirols von Österreich an Italien scheiterte.
In den Jahren 2019 bis 2021 wurde die Hütte umfangreich saniert und durch einen Anbau sowie ein neues Dachgeschoß erweitert.

## Zugänge
- auf der Fahrstraße von Innsbruck und Oetz zur Hütte

## Tourenmöglichkeiten

### Übergänge zu Nachbarhütten
- Neue Bielefelder Hütte (2112 m), über Mittertal, Gehzeit: 4½ Stunden
- Schweinfurter Hütte (2028 m) über die Finstertaler Scharte (2719 m), Gehzeit: 4–5 Stunden
- Peter-Anich-Hütte (1910 m), Gehzeit: 5 Stunden

### Gipfelbesteigungen
- Wetterkreuzkogel (2591 m), durchs Wörgetal, auch als kombinierte Tour über Mittertaler Scharte (2631 m) möglich, dann Abstieg durchs Mittertal, leicht, Gehzeit: 3½ Stunden
- Hochreichkogel (3008 m), abwechslungsreiche Tour durchs Längental, mittelschwer, Gehzeit: 5 Stunden
- Pockkogel (2807 m), Aufstieg über anspruchsvollen Klettersteig, Abstieg über markierten Weg zum Finstertaler Stausee,  Gehzeit: 4½ Stunden (Klettersteigerfahrung und -ausrüstung erforderlich)
- Sulzkogel (3016 m), Gehzeit: 3½ Stunden
- Pirchkogel (2831 m), Gehzeit: 2½-3 Stunden
- Gaißkogel (2820 m), Gehzeit: 2½-3 Stunden
- Rietzer Grießkogel (2884 m), Gehzeit: 2–2½ Stunden (ab Westportal der Lawinengalerie östl. Kühtai; P.)
- Kraspesspitze (2954 m), Gehzeit: 3½ Stunden
- Schartenkopf (2854 m), Gehzeit: 15 Min. ab Mittertaler Scharte

### Skitouren
- Sulzkogel
- Pirchkogel
- Neunerkogel